# Poste centrale de Douala
La poste centrale de Douala est située en plein cœur du quartier administratif de Bonanjo.

## Architecture
Construit en 1950 par l'architecte français Henri-Jean Calsat, ce bâtiment longitudinal rappelle l'époque française de par son architecture.
D'immenses éléments verticaux se dressent sur sa façade principale actuellement peinte de jaune et de bleu, en faisant office de pare-soleil, protégeant les ouvertures vitrées des locaux de la poste.

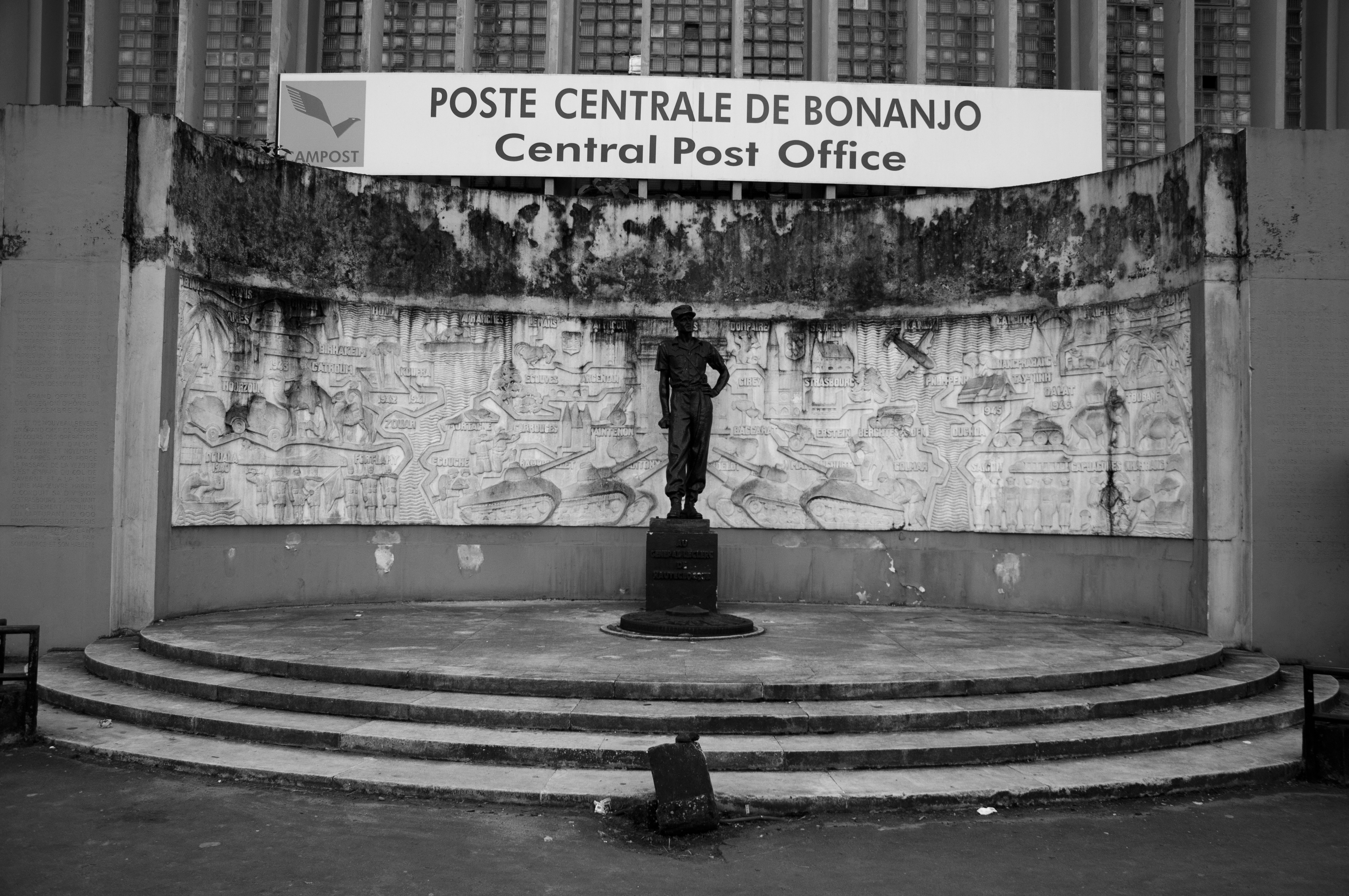
Poste centrale de Douala: Monument du général Leclerc

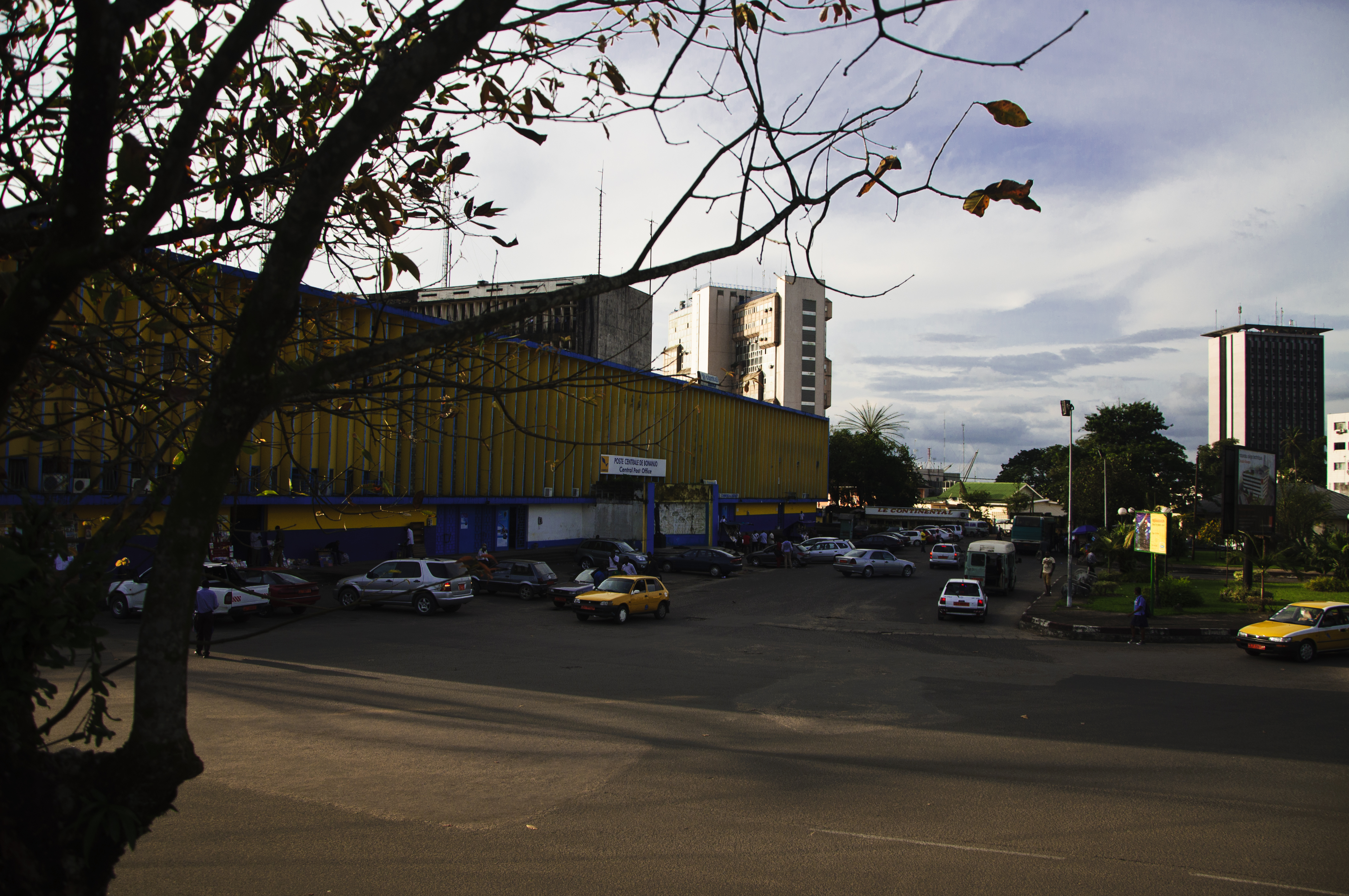
Poste centrale de Douala